# 大垣崇
大垣 崇（おおがき たかし、1983年12月2日 - ）は、日本の元陸上競技選手。専門は砲丸投。回転投法の第一人者である。北海道勇払郡厚真町出身。厚真町立厚真中学校、北海道恵庭南高等学校、日本大学文理学部卒業。

## 来歴
2001年、全国高等学校総合体育大会陸上競技大会（熊本インターハイ）で円盤投に出場し、53m03をスロー。山本一喜を振り切って全国制覇を果たした。砲丸投でも17m58をプットしたが、大橋忠司に敗れて準優勝に終わった。
2003年、関東インカレで自身初の17mプットとなる17m07を記録。畑瀬聡と村川洋平を破り、優勝を果たした。日本選手権でも17m11を投げ3位に入賞した。
2005年、日本インカレで砲丸投、円盤投ともに準優勝
大学卒業後、北海道石狩翔陽高等学校の非常勤講師として働く傍ら、競技を続行。
2007年、大阪世界選手権出場をもくろみ、勤務先を退職。退路を断って選考会である日本選手権に臨んだ。5回目に自身初の18メートル超えとなる18m03を投げ、北海道新記録を樹立したが、1回目に18m47を投げていた畑瀬に逃げ切られて準優勝に終わり、世界選手権出場を逃した。
砲丸投における回転投法では日本国内随一の技術を誇ることで知られ、回転投法による記録としては日本人2人目の18m台突破者であり、日本歴代2位の記録を持っている。（回転投法による日本人最高記録は奥村仁志が保持）